# テリー・クビカ
テリー・クビカ（英語: Terry Paul Kubicka, 1956年4月3日 - ）は、アメリカ合衆国の男性フィギュアスケート選手、国際テクニカルスペシャリストである。1976年全米選手権優勝。1976年インスブルックオリンピック男子シングル7位。競技会で初めて後方宙返り(バックフリップ)を成功させた。
カリフォルニア州ロングビーチ出身。テリー・クビッカとも。

## 経歴
1971年、1972年の全米選手権のノービス、ジュニアクラスを連続で制した。
1974年の全米選手権で3回転ルッツジャンプを成功させ、3回転ルッツジャンプを成功した最初のアメリカ人となった。
1976年全米選手権で優勝。
1976年インスブルックオリンピック男子シングル7位。
1976年の全米選手権、オリンピック、世界選手権のフリー演技で後方宙返り(バックフリップ)を成功させた。
バックフリップは1976年の世界選手権の後、禁止とされたため、クビカが成功した唯一の選手となった。
引退後、3年間アイスカペードに加入しプロフィギュアスケーターとなった
。
その後大学に復学し獣医となり、一旦スケートから離れた。
2006年に国際テクニカルスペシャリストとなる。
2011年9月のコロラドスプリングス・インビテーショナル競技会でブランドン・ムロズの4回転ルッツジャンプの成功をテクニカルスペシャリストとして目撃し、4回転ルッツジャンプの成功の報告書を作成した。国際スケート連盟本部へ送った報告書とビデオ画像によって、ムロズは国際スケート連盟から初めて4回転ルッツの成功者と認定された。
2014年米国フィギュアスケート殿堂入りを果たした。

## 主な戦績
| 大会/年            | 1970-71 | 1971-72 | 1972-73 | 1973-74 | 1974-75 | 1975-76 |
| ------------------ | ------- | ------- | ------- | ------- | ------- | ------- |
| オリンピック       |         |         |         |         |         | 7       |
| 世界選手権         |         |         |         | 12      | 7       | 6       |
| スケートカナダ     |         |         |         |         |         | 3       |
| サンジェルヴェ国際 |         |         | 2       |         |         |         |
| プラハ国際         |         |         |         |         | 1       |         |
| 全米選手権         | 1 N     | 1 J     |         | 2       | 2       | 1       |

- N - ノービスクラス
- J - ジュニアクラス